# Gains de productivité
Le gain de productivité est défini, en économie, par l'augmentation de la productivité durant une période fixée.
Cette augmentation de l'efficacité apparente du processus productif peut être calculée en points d'indice ou en %. Par exemple, si la productivité est passée de l'indice 117 à l'indice 125 deux ans après, on dit que les gains de productivité s'élèvent alors à 8 points d'indice ou à + 6,8 %. En d'autres termes, en deux ans, la productivité a augmenté de 8 points d'indice ou de + 6,8 %.

## Au niveau microéconomique
On dit d'une entreprise du secteur marchand qu'elle réalise des « gains de productivité » quand elle augmente sa productivité c'est-à-dire son efficacité productive apparente. Dans ce cas, elle aura diminué en volume les moyens de production nécessaires (travail ou/et capital) pour chaque unité produite, en moyenne. Gains de productivité qui impliquent que le rapport du volume de la production et du volume des moyens mis en œuvre pour l'obtenir ait augmenté à la fin de la période étudiée. Volume de la production qui s'exprime généralement en valeur ajoutée brute (VAB) calculée obligatoirement en monnaie constante pour les comparaisons.
Pour l'établissement d'une administration publique, le calcul implique qu'au numérateur on prenne en compte ses coûts de production en lieu et place du volume de sa production non marchande. Production non marchande qui, elle, est gratuite ou quasi gratuite et qu'il faudrait donc évaluer au prix du marché pour la prendre en compte.
On peut prendre comme moyen de production, le seul facteur travail exprimé par le total des heures travaillées par les actifs occupés. Dans ce cas, on obtient la productivité horaire apparente du travail en divisant la  valeur ajoutée brute (VAB d'une entreprise du secteur marchand) par le total des heures travaillées par les actifs occupés. Et, si cette productivité a augmenté (en monnaie constante) sur la période étudiée, on peut donc calculer les gains de productivité horaire apparente du travail réalisés.

## Au niveau macroéconomique
On dit de l'économie française qu'elle a réalisé des gains de productivité durant une période donnée lorsque le rapport du volume de sa production et du volume des moyens mis en œuvre pour l'obtenir augmente en monnaie constante.
Prenons à nouveau l'exemple de la productivité horaire apparente du travail. Pour l'économie française, c'est-à-dire pour l'ensemble de ses branches, l'indice INSEE base 100 en 2000 s'est établi à 104,33 en 2002. L'économie française a donc enregistré des gains de productivité horaire apparente du travail à hauteur de + 4,33 % à la fin de cette période de deux ans, c'est-à-dire en 2002 par rapport à 2000.

## Facteurs explicatifs des gains de productivité
Les gains de productivité dépendent donc de plusieurs facteurs de production. Du facteur travail par une meilleure organisation du travail (OST de Taylor par exemple) ou/et une meilleure qualification des travailleurs. Du facteur capital par du matériel et des machines plus performantes ou/et par un allongement de la durée annuelle de leur utilisation ou/et une diminution des consommations intermédiaires nécessaires comme l'énergie par exemple. Mais aussi d'autres facteurs comme la concentration des entreprises permettant des « économies d'échelle », l'amélioration des voies de communication et des transports, un meilleur approvisionnement en matières premières et en énergie, la progression générale des niveaux d'instruction de la population, etc.
Les gains de productivité se sont accélérés au cours de la révolution industrielle et conditionnent aujourd'hui, à l'ère de la révolution informatique (ou Troisième révolution industrielle), la compétition des entreprises au niveau mondial dans le cadre de l'Organisation mondiale du commerce (OMC).
L'expression désigne l'amélioration de l'efficacité productive des facteurs de production (capital ou travail). En ce qui concerne le travail, ces gains peuvent se calculer à partir de la productivité par tête ou de la productivité horaire. Ces gains peuvent se répartir sur trois « bénéficiaires » :
- le consommateur sous la forme d'une baisse des prix des produits ;
- les salariés sous la forme d'une hausse de salaire ou d'une baisse du temps de travail ;
- l'entreprise sous la forme d'une augmentation de ses profits.